# Hadim Sinan Pacha
Hadim Sinan Pacha (turc : Hadim Sinan Pacha, « Sinan Pacha l'eunuque », également connu sous le nom de Sinan Borovinić), né à Borovinići en Bosnie et mort le 22 janvier 1517 à Ridanya en Égypte, est un Grand vizir de l'Empire ottoman.

## Biographie

### Origines
Sinan était d'origine bosniaque, membre de la noble famille des Borovinić du village de Borovinići.

### Carrière
En 1514, il est beylerbey (gouverneur) de l'Anatolie. Dans la Bataille de Tchaldiran contre l'Empire Séfévide, il est responsable du flanc droit. Après la bataille, il est nommé beylerbey de Roumélie, un poste plus prestigieux que le précédent. Sa prochaine mission sera la conquête du beylicat des Dulkadir, dans ce qui est maintenant le sud de la Turquie où il vainquit Alaüddevle Bozkurt bey à la Bataille du mont Turna.
Pour ses succès Sélim Ier le nomme Grand vizir le 25 avril 1516.
Sinan était le grand vizir favori de Selim Ier. Il est actif dans la conquête de la Syrie et de l'Égypte. Le 28 octobre 1516, il bat une armée mamelouke à la bataille de Khan Younès, près de Gaza en Palestine. L'année d'après, il combat à la bataille de Ridaniya en Égypte le 22 janvier 1517. Dans les traditions militaires ottomanes, le sultan se tenait toujours au centre des armées. Mais la bataille de Ridaniya est une exception : Sélim Ier encercle les Mamelouks et affecte personnellement Sinan au centre. Au cours de la bataille, des cavaliers mamelouks (dont le sultan Al-Achraf Tuman Bay) attaquent le centre ottoman et Sinan est tué, ayant été confondu avec le sultan Sélim Ier.
Après la bataille Sélim Ier exprime sa peine, en disant : « Nous avons gagné la bataille, mais nous avons perdu Sinan ».